# 青少年选择奖
青少年选择奖（Teen Choice Awards）是由美國福克斯廣播公司组办的年度颁奖典礼。该奖项旨在奖励该年度在音乐、电影、体育、电视以及时尚等领域的杰出贡献，优胜者由13至19岁的青少年投票选出。青少年选择奖始于1999至2019年，该奖项的颁奖典礼常常有大量名人和音乐艺人出席。奖项得主将得到一个真实大小的迷你冲浪板（182 cm），上面的图案则每年不同。该奖项还催生了YouTube上的一个衍生青少年奖项。
目前獲獎最多的是英國團體一世代（28項），也是所有團體中獲獎最多的；獲獎最多的歌手為美國創作歌手泰勒絲（26項），也是女歌手中獲獎最多；男歌手中獲獎最多的是加拿大歌手小賈斯汀，也是獲獎第二多的歌手。
自2019年以後，頒獎典禮一直處於無限期中斷狀態。

## 概况
执行制片人鲍勃·贝恩（Bob Bain）和迈克尔·伯格（Michael Burg）在一次交谈中，决定为青少年一代打造一个奖项，定位人群比尼克儿童票选奖要大，和MTV相仿。1999年，该奖项的颁奖礼首次举办，格雷格·希尔斯（Greg Sills）担任监制，保罗·弗拉特瑞（Paul Flattery）担任制片人。
该节目的形式一直没有变化，主要是奖励在娱乐和体育界作出突出成就，也有部分非传统奖项。最初的两届，颁奖礼在加利福尼亚州圣摩尼卡机场举行。自2001年起，固定在加州环球影城的吉布森圆形剧场开奖。部分年份颁奖礼会在电视上直播，但通常会延后一天播出。
最初，选票印制在面向青少年的杂志上，读者需要购买杂志并撕下选票。另外也可以通过福克斯广播公司的网站Fox.com进行在线投票。2008年，福克斯同节目制作人共同创建了Teenchoiceawards.com网站，作为该奖项的官网。
自青少年选择奖开办以来，该奖项的获奖者都会获得专门定制的冲浪板（每一个都的制作费用超过800美元）。每年冲浪板上的图案都有所不同。之所以选择冲浪板，是因为它代表青少年在暑假里的自由快乐。有一些获奖者，如珍妮佛·樂芙·休伊的确用它前去冲浪。
2020年，由於美國發生嚴重特殊傳染性肺炎疫情所以沒有舉行頒獎典禮。

## 历届颁奖礼
| 年份 | 颁奖礼日 | 主持                                                        | 表演者 |
| ---- | -------- | ----------------------------------------------------------- | --- |
| 1999 | 8月1日   | 无主持，由布兰妮·斯皮尔斯致欢迎词                           | 布兰妮·斯皮尔斯 超级男孩 同格洛丽亚·埃斯特凡 眨眼182 克里斯蒂娜·阿奎莱拉                                                |
| 2000 | 8月6日   | 无                                                          | 98度 BBMAK 不要怀疑 安立奎·伊格莱西亚斯                                                                                 |
| 2001 | 8月12日  | 无                                                          | 亚瑟小子 夏奇 亞倫·卡特同尼克·卡特                                                                                      |
| 2002 | 8月4日   | 无                                                          | 耐利 珍妮佛·樂芙·休伊 BBMAK                                                                                             |
| 2003 | 8月2日   | 大卫·斯佩德                                                 | 凯莉·克莱森 幻灭 The Donnas                                                                                             |
| 2004 | 8月8日   | 帕丽斯·希尔顿 妮可·里奇                                     | 眨眼182 艾希莉·辛普森 JoJo 藍尼·克羅維茲                                                                                |
| 2005 | 8月14日  | 希拉里·达夫 罗伯·施奈德                                     | 格温·史蒂芬尼 黑眼豆豆 小野猫 简单计划                                                                                  |
| 2006 | 8月20日  | 丹尼·庫克 潔西卡·辛普森                                     | 凯文·费德林 妮莉·費塔朵同提姆巴蘭 蕾哈娜                                                                                |
| 2007 | 8月26日  | 希拉里·达夫 尼克·卡农                                       | 凯莉·克莱森 艾薇兒·拉維尼 菲姬 Shop Boyz                                                                                |
| 2008 | 8月4日   | 麥莉·希拉                                                   | 麥莉·希拉 玛丽亚·凯莉 AC/DC M&M Cru                                                                                     |
| 2009 | 8月9日   | 乔纳斯兄弟                                                  | 乔纳斯兄弟 尚恩·金斯顿 麥莉·希拉 黑眼豆豆                                                                               |
| 2010 | 8月8日   | 姬蒂·佩芮 科里·蒙蒂思 马克·萨灵 克里斯·卡尔夫 凯文·麦克海尔 | 杰森·德鲁罗 崔維·麥考伊同布鲁诺·马尔斯 凱蒂·佩芮 贾斯汀·比伯 Diddy-Dirty Money                                          |
| 2011 | 8月7日   | 凯莉·库柯                                                   | 杰森·德鲁罗 will.i.am 魔法少女席琳娜 共和世代                                                                           |
| 2012 | 7月22日  | 黛咪·洛瓦特 凱文·麥克海爾                                   | 不要懷疑 佛罗·里达 Pauly D 卡莉·蕾·杰普森 贾斯汀·比伯                                                                   |
| 2013 | 8月11日  | 達倫·克里斯 露西·黑尔                                       | 一世代 帕拉莫尔 Florida Georgia Line与耐利 黛咪·洛瓦特                                                                  |
| 2014 | 8月10日  | 泰勒·珀西 莎拉·海蘭                                         | 黛咪·洛瓦特與雪兒·洛薇 Magic! Rixton Becky G 杰森·德魯羅                                                                |
| 2015 | 8月16日  | 吉娜·羅德里奎 喬希·佩克 路達克里斯                          | 五秒盛夏 混合甜心 朱西·斯莫利特與Yazz 瑞秋·普蕾頓 佛罗·里达 罗宾·西克                                                   |
| 2016 | 7月31日  | 約翰·希南 維多利亞·嘉絲蒂                                   | 查理·普斯 赛亚·麦克内儿 佛罗·里达 尼歐 杰森·德鲁罗                                                                      |
| 2017 | 8月13日  | 無 （羅根·保羅介紹了演出）                                  | Kyle feat. 利爾·亞蒂 瑞塔·歐拉 潔淨的盜賊 feat. 莎拉·拉尔森 弗伦奇·蒙塔纳 feat. 斯韋·李 路易·湯姆林森 feat. 碧碧·雷克萨 |
| 2018 | 8月12日  | 尼克·卡農 麗麗·旁斯                                         | 梅根·崔娜 萊奧夫 擁抱人群樂團 碧碧·雷克萨 Evvie McKinney 哈立德                                                         |
| 2019 | 8月11日  | 露西·海爾 戴維·多布里克                                     | 一世代 布朗科·布朗 （Blanco Brown） Mabel Jordan McGraw和 莎拉·海蘭 CNCO Monsta X Zhavia Ward                           |
| 2020 | 停辦     | 停辦                                                        | 停辦 |

## 奖项
目前為止，獲獎最多的是英國團體一世代，共28個；獲獎最多的歌手是美國創作型歌手泰勒絲，也是女歌手中獲獎最多的，共獲得26個；加拿大歌手小賈斯汀是獲獎最多的男歌手，共21個。
具体奖项设置如下：

| - 电影选择奖：动作片 - 最佳動作片男演員 - 最佳動作片女演員 - 电影选择奖：剧情片 - 最佳剧情片男演员 - 最佳剧情片女演员 - 电影选择奖：浪漫喜剧 - 电影选择奖：浪漫喜剧男演员 - 电影选择奖：浪漫喜剧女演员 - 电影选择奖：惊悚片 - 电影选择奖：惊悚片男演员 - 电影选择奖：惊悚片女演员 - 电影选择奖：喜剧片 - 电影选择奖：喜剧片男演员 - 电影选择奖：喜剧片女演员 - 电影选择奖：科幻片 - 电影选择奖：科幻片男演员 - 电影选择奖：科幻片女演员 - 电影选择奖：突出表现男星 - 电影选择奖：突出表现女星 - 电影选择奖：接吻场景 - 电影选择奖：打斗场面 - 电影选择奖：反派 - 电影选择奖：动画 - 电影选择奖：最差 | - 电视选择奖：剧情类剧集 - 电视选择奖：动作/冒险类剧集 - 电视选择奖：喜剧剧集 - 电视选择奖：真人剧集 - 电视选择奖：真人对抗 - 电视选择奖：午夜档 - 电视选择奖：突出表现剧集 - 电视选择奖：剧情类男演员 - 电视选择奖：剧情类女演员 - 电视选择奖：动作/冒险类男演员 (2008年增設) - 电视选择奖：动作/冒险类女演员 (2008年增設) - 电视选择奖：科幻类男演员 (2010年增設) - 电视选择奖：科幻类女演员 (2010年增設) - 电视选择奖：喜剧男演员 - 电视选择奖：喜剧女演员 - 电视选择奖：突出表现男演员 - 电视选择奖：突出表现女演员 - 电视选择奖：家长单元 - 电视选择奖：副手 - 电视选择奖：反派 - 电视选择奖：最佳 - 电视选择奖：动画节目 - 电视选择奖：主持 - 电视选择奖：真人类/杂类明星 - 电视选择奖：抢眼女星 - 电视选择奖：抢眼男星 | - 音乐选择奖：单曲 - 音乐选择奖：合作曲目 - 音乐选择奖：女艺人 - 音乐选择奖：男艺人 - 音乐选择奖：情歌 - 音乐选择奖：对唱曲目 - 音乐选择奖：流行歌曲 - 音乐选择奖：饶舌艺人 - 音乐选择奖：饶舌/嘻哈歌曲 - 音乐选择奖：节奏布鲁斯艺人 - 音乐选择奖：节奏布鲁斯歌曲 - 音乐选择奖：摇滚乐队 - 音乐选择奖：摇滚歌曲 - 音乐选择奖：乡村音乐组合 - 音乐选择奖：乡村音乐女艺人 - 音乐选择奖：乡村男艺人 - 音乐选择奖：突出表现女艺人 - 音乐选择奖：突出表现男艺人 - 音乐选择奖：巡演 - 音乐选择奖：原声带 - 音乐选择奖：饶舌/嘻哈专辑 - 音乐选择奖：流行专辑 - 音乐选择奖：节奏布鲁斯专辑 - 音乐选择奖：乡村音乐专辑 - 音乐选择奖：音乐组合 | - 夏季选择奖：电影 - 动作冒险类 - 夏季选择奖：电影 - 喜剧类 - 夏季选择奖：电影 - 剧情类 - 夏季选择奖：电影 - 浪漫 - 夏季选择奖：电影男演员 - 夏季选择奖：电影女演员 - 夏季选择奖：电视节目 - 夏季选择奖：电视男演员 - 夏季选择奖：电视女演员 - 夏季选择奖：最差 - 夏季选择奖：歌曲 - 电影选择奖 - 性感选择奖（男星） - 性感选择奖（女星） - 红毯秀选择奖（女星） - 红毯秀选择奖（男星） - 互联网明星选择奖 - 傻瓜选择奖 - 最佳选择奖 - 最佳歌（影）迷选择奖 - 笑容选择奖 |

### Do Something奖项
2008年，由Dosomething.org捐助设立的Do Something奖，旨在鼓励杰出的年轻人。9位候选者都因为发现了世界上的某个问题并着力解决而获得了10,000美元的奖金。而其中的优胜者将获得100,000美元的大奖。Do Something奖（最初称为BR!CK奖）是来自纽约的非营利组织Do Something的一项计划，每年设计1150万青少年。2009年，该奖被“名人行动家选择奖”（Choice Celebrity Activist）取代，希丹·彭尼蒂亞获得该奖。

### 特别奖项
| 杰出成就 - 2000 - 塞雷娜·威廉姆斯和维纳斯·威廉姆斯 - 2001 - 莎拉·米歇尔·盖拉 - 2002 - 里斯·威瑟斯庞 视觉大奖 - 2005 - 格温·史蒂芬尼 勇氣大獎 - 2004 - 贝瑟尼·汉密尔顿 | 终极选择奖 - 2003 - 麥克·邁爾斯 - 2007 - 贾斯汀·提姆布莱克 - 2009 - 布兰妮·斯皮尔斯 - 2011 - 泰勒絲 - 2012 - 暮光之城系列 - 2013 - 艾希頓·庫奇 - 2014 - 席琳娜 Acuvue灵感大奖 - 2011 - 黛米·洛瓦托 - 2012 - 米蘭達·蔻思葛芙 - 2013 - 尼克·強納斯 注意：特别奖并非每年都颁发。 |

## 獲獎最多的藝人
| 歌手/演員/團體    | 獲獎次數 | 描述                   |
| ----------------- | -------- | ---------------------- |
| 一世代            | 28       | 獲獎最多的藝人及團體   |
| 泰勒絲            | 26       | 獲獎最多的歌手及女歌手 |
| 小賈斯汀          | 23       | 獲獎最多的男歌手       |
| 麥莉‧希拉         | 19       |                        |
| 席琳娜‧戈梅茲     | 18       |                        |
| 艾希頓·庫奇       | 15       | 獲獎最多的演員及男演員 |
| 黛咪·洛瓦特       | 14       |                        |
| 柴克·艾弗隆       | 14       |                        |
| 強納斯兄弟        | 14       |                        |
| 克莉絲汀·史都華   | 11       | 獲獎最多的女演員       |
| 帕拉摩爾樂團      | 11       |                        |
| 羅伯·派汀森       | 11       |                        |
| 亞莉安娜‧格蘭德   | 11       |                        |
| 阿姆              | 10       |                        |
| 賈斯汀·提姆布萊克 | 10       |                        |
| 五佳人            | 10       |                        |